# Kurt Götze
Kurt Götze (* 27. Juli 1922 in Dresden; † 16. September 2018 in Meißen) war ein deutscher Militärpilot im Zweiten Weltkrieg und nach dessen Ende einer der ersten Segelflieger der DDR. Bekanntheit erlangte er insbesondere durch den ersten von ihm erflogenen Landesrekord im Segelflug und durch seine Tätigkeit als Testpilot, während der er die meisten in der DDR entwickelten Segelflugzeugtypen erprobte.

## Leben

### Zweiter Weltkrieg
Götze trat 1937 im Alter von 14 Jahren dem Deutschen Luftsportverband bei, wo er auf dem Dresdner Heller das Fliegen erlernte und 1940 in Kamenz die C-Prüfung sowie in Bautzen-Stiebitz den Luftfahrerschein L 1 erwarb. 1941 erhielt er die Lizenz als Gleitfluglehrer und absolvierte anschließend einen Lehrgang zur Lastensegler-Vorschulung an der Reichsegelflugschule in Grunau. Im selben Jahr beendete er eine vierjährige Lehre zum Orthopädiemechaniker und erhielt kurz darauf seine Einberufung in die Luftwaffe der Wehrmacht. Trotz seiner Sehschwäche, Götze war Brillenträger, erhielt er im zweiten Anlauf die Tauglichkeitsbescheinigung als Flieger und wurde zum Fluganwärter-Bataillon II in Straubing und später zur A/B Flugzeugführerschule in Pilsen versetzt, wo seine Motorflugausbildung durchgeführt wurde und er Anfang 1943 die Blindflugberechtigung mit Erwerb des C-Scheins im Blindflug I und II erhielt. Nach dem Abschluss der Ausbildung erhielt Götze seine Versetzung nach Frankreich zum Schnellkampfgeschwader 10, wo er Einsätze als Schlachtflieger flog. Nach der Umgliederung des Verbands und Umbenennung in Schlachtgeschwader 10 kam Götze in dessen 3. Staffel an der Ostfront zum Einsatz. 1944 wurde er zur Reichsverteidigung versetzt, wo er am 24. August seinen ersten von fünf Abschüssen, eine B-17, erzielte. Er selbst wurde während seiner insgesamt 74 Kampfeinsätze dreimal abgeschossen, das letzte Mal am 8. Januar 1945 über Ungarn, in dessen Folge er in sowjetische Kriegsgefangenschaft geriet. Dort war er schweren Misshandlungen ausgesetzt, doch gelang ihm im Oktober 1945 die Flucht in seine Heimatstadt Dresden.

### Wirken in der DDR
Nach dem Krieg war in den Besatzungszonen das Fliegen anfangs verboten. Götze fasste deshalb in seinem zivilen Beruf als Orthopädiemechaniker Fuß und legte die Meisterprüfung ab. 1949 gründete er eine Interessengruppe für Flugsport und setzte sich für die Wiederzulassung des Segelflugsports ein, die auch 1951 für das Folgejahr erteilt wurde. Im Februar 1952 fand in der DDR der erste Segelfluglehrgang in Schönhagen statt und Götze erwarb die Fluglehrerberechtigung Nr. 1. Im Anschluss wurde er Flugleiter an der ehemaligen Reichsegelflugschule in Laucha, nun eine Flugschule der Gesellschaft für Sport und Technik (GST). Dort absolvierte er vom 22. zum 23. September 1952 mit einem Baby IIb einen Dauerflug von 24,05 Stunden, den ersten Segelflugrekord in der DDR. 1954 wurde dieser von Heinz Fischer eingestellt, doch Götze erhöhte ihn noch im gleichen Jahr vom 18. bis 19. Juli auf 27,07 Stunden. Er war Inhaber des Leistungsabzeichens Gold-C mit zwei Diamanten. Neben seiner Stelle in Laucha betätigte er sich in dieser Zeit als Einflieger für das erste in der DDR konstruierte und gebaute Segelflugzeug Patriot sowie des Lehrmeisters. Auch das Hochleistungssegelflugzeug Favorit erprobte er. Aufgrund der zunehmend militärischen Ausrichtung des Flugsports bei der GST und der daraus resultierenden Streitigkeiten Götzes mit den zuständigen Stellen gab er seinen Posten bei der GST im Februar 1956 auf und wechselte zur in Lommatzsch ansässigen Segelflugindustrie des Landes, war aber weiterhin ehrenamtlich als Fluglehrer und auch Schleppflieger tätig. Götze war in der Folgezeit bis zur Einstellung des Segelflugzeugbaus im Jahr 1965 für die Erprobung der in Lommatzsch gebauten Typen zuständig und vielfach auch als Einflieger, im In- sowie im Ausland, tätig. So reiste er Anfang 1958 nach Syrien und wies die Mitglieder der Fliegerklubs in Aleppo und Damaskus in die Handhabung zweier Lehrmeister ein, die auf dem Schiffsweg über den Hafen von Latakia ins Land gelangt waren. Eine weitere Reise führte ihn im Dezember 1960 nach Ägypten, wo Götze in Alexandria einen Lehrmeister vorflog, der im Anschluss als Geschenk an ägyptische Flugsportler übergeben wurde. Bis 1972 war er außerdem Leiter der Kundendienstabteilung. Mehrfach nahm er zwischen 1956 und 1970 an Motor- und Segelflugwettbewerben teil. 1977 musste er das Fliegen wegen seiner Sehschwäche aufgeben und setzte sich nachfolgend für die Zulassung des Drachenflugs in der DDR ein, allerdings vergeblich, und betrieb diesen Sport einige Male illegal in der ČSSR.
Nach der politischen Wende erlangte er seine Flugtauglichkeit zurück und war noch bis 2001 fliegerisch tätig. 1993 wurde er in die Traditionsgemeinschaft Alte Adler aufgenommen.